# Чаландзия, Этери Омаровна
Этери Омаровна Чаландзия (род. 19 октября 1971, Москва) — российский журналист, сценарист, прозаик, фотограф.

## Биография
Родилась в Москве 19 октября 1971 года. В 1994 году окончила факультет журналистики МГУ имени М. В. Ломоносова. С 2000 по 2002 год училась на факультете психологии МГУ.

## Творческая карьера
Работала журналистом на телевидении в программах «Тема», «Телескоп» (ОРТ), «Шинель 5» (НТВ), сотрудничала с телекомпаниями ВИД, МИР, ТВЦ. Постоянный автор журналов «Искусство кино» и «Cosmopolitan». Вела авторские колонки в журнале «Культ личностей». Сотрудничала с изданиями «Мезонин», «Другой», «Огонёк», «Медведь», «Лица» и другие.
В 2000 году получила награду издательства Independent Media за лучшую статью года в журнале «Культ личностей». Публиковала литературные рассказы в журналах, альманахе «Черновик 15».
В 2005 году сценарий «Майя» был напечатан в журнале «Киносценарий». Интервью с Константином Мурзенко было объявлено лучшим материалом 2005 года в журнале «Искусство кино». Является постоянным автором газеты «Известия» и журнала «Сноб».
В мае 2004 году в галерее Ольги Хлебниковой состоялась персональная выставка фоторабот «Король Лир и другие». В декабре 2004 года прошла выставка «Театр» в помещении театра имени Вахтангова.
С 2005 года главный редактор издательства «Fashion Books». В феврале 2006 года в этом издательстве вышла первая книга Этери Чаландзия «Чего хочет женщина… и что из этого получается», ставшая бестселлером. В ней автор поделилась ироничными наблюдениями о том, что волнует женщин, начиная от поисков пресловутого счастья и заканчивая будничными реалиями.
В январе 2007 года вышел роман «Архитектор снов». В общей сложности было издано более 10 книг. Отдельного внимания заслуживают книги «Еврейский вопрос» и «Человек и Церковь. Путь свободы и любви». В этих работах писательница раскрывает тему религиозного мировоззрения, «помогая читателям найти ответы на животрепещущие вопросы, несмотря на их национальную или религиозную принадлежность».
В настоящее время Этери Чаландзия является главным редактором издательства «Альпина нон-фикшн», которое специализируется на выпуске научно-популярной литературы.

## Сценарные работы
- 2007 — Красный жемчуг любви (режиссёр Андрес Пуустусмаа)
- 2007 — 20 сигарет (режиссёр Александр Горновский)
- 2008 — Золотой ключик (режиссёр Зиновий Ройзман)

## Семья
- Муж — Максим Суханов, российский актёр театра, кино и дубляжа, продюсер, театральный композитор. Дважды лауреат Государственной премии России.